# Matilde Cassin
Matilde Cassin, coniugata Vardi (Firenze, 8 agosto 1921 – Gerusalemme, 24 maggio 2006), è stata una partigiana e attivista italiana.
Durante la Seconda guerra mondiale partecipò alla Resistenza ebraica, contribuendo alla salvezza di numerose vite. Dopo la guerra si dedicò all'impegno civile e alla memoria della Shoah, diventando una figura di riferimento nella comunità ebraica italiana. 

## Biografia

### Infanzia, formazione e impegno giovanile
Nata a Firenze nel 1921, in una famiglia di tradizione ebraica, Matilde Cassin crebbe in un ambiente profondamente legato alla cultura e all’identità ebraica. Il padre, Emanuele Cassin, era una agente assicurativo in una nota compagnia di assicurazioni, e sua madre, Rebecca Benaim, era una casalinga.
Fin da giovane si distinse per il suo entusiasmo e la sua capacità organizzativa, diventando animatrice e coordinatrice, nel capoluogo fiorentino, di gruppi giovanili ebraici e promotrice di campeggi educativi, tra cui l’ultimo, clandestino, organizzato a Caviola nell’estate del 1940 insieme ad Augusto Segre ed Enrico Levi.

### L’impegno nella Delasem
Nel 1939, con l’aggravarsi della situazione per gli ebrei europei, Matilde iniziò a collaborare con la Delasem (Delegazione per l’Assistenza degli Emigranti Ebrei), un’organizzazione fondata per sostenere i profughi in fuga dal nazismo. All’interno della Delasem, Matilde ideò e coordinò la sezione dei “Piccoli”, dedicata all’assistenza dei bambini rifugiati. Il suo lavoro non si limitava alla distribuzione di beni materiali come cibo, vestiti e medicine: lei stessa comprese l’importanza del sostegno psicologico e affettivo, e coinvolse i giovani della Comunità ebraica fiorentina nella scrittura di lettere e messaggi di incoraggiamento, per far sentire ai bambini internati nei campi italiani una vicinanza umana e morale.

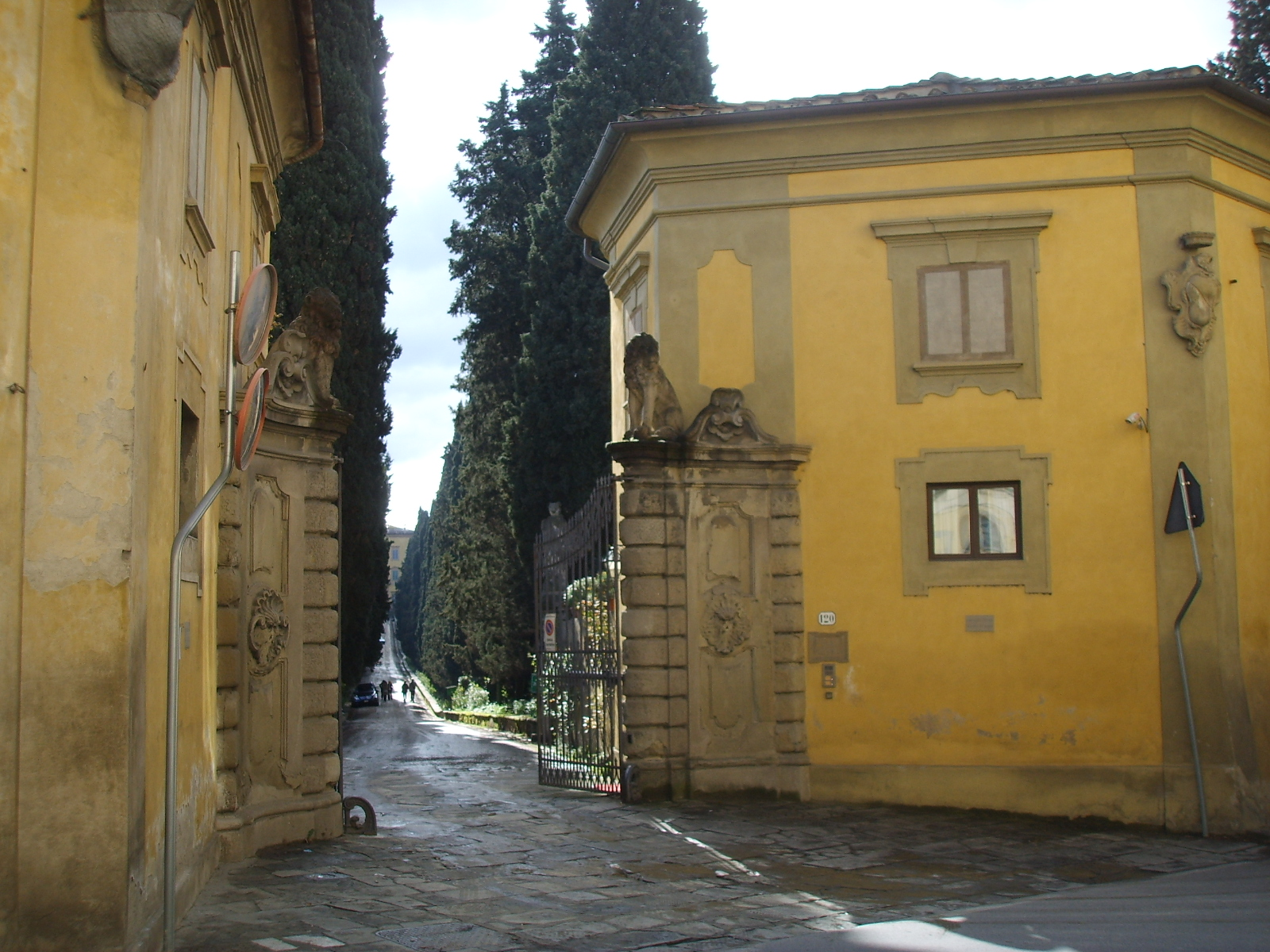
Ingresso di Villa la pietra, in Via Bolognese.

Con l’occupazione tedesca dell’Italia nel 1943, l’attività di Matilde divenne ancora più rischiosa. Assunse il cognome falso di “Cassini” e si unì a una rete clandestina di salvataggio guidata dal rabbino Nathan Cassuto e dal dottor Giuliano Treves. Insieme, individuarono rifugi sicuri per i profughi ebrei, spesso allestiti nei locali delle scuole ebraiche o della Pro-infanzia in via Bolognese. In questo contesto, Matilde entrò in contatto con figure del mondo cattolico come Don Leto Casini e il cardinale Elia Dalla Costa, che si adoperarono per offrire protezione agli ebrei perseguitati. Il suo impegno, sempre discreto ma instancabile, contribuì a salvare numerose vite, in un momento in cui la solidarietà e il coraggio personale facevano la differenza tra la vita e la morte.

### Dopo la guerra
Con la fine della guerra e la liberazione dell’Italia, La Cassin non abbandonò il suo impegno. Al contrario, si dedicò con rinnovata energia alla ricostruzione morale e culturale della comunità ebraica italiana, con particolare attenzione all’educazione delle nuove generazioni. Convinta che la memoria della Shoah e della Resistenza dovesse essere trasmessa ai giovani non solo come testimonianza storica, ma come fondamento etico, Matilde si impegnò in attività educative, conferenze e incontri pubblici. Collaborò con istituzioni scolastiche e culturali, portando la sua esperienza e il suo esempio in contesti formativi, dove la sua voce rappresentava un ponte tra passato e futuro. La sua figura divenne un punto di riferimento per molti giovani ebrei italiani, che in lei riconoscevano non solo una testimone, ma anche una guida morale. Il suo impegno fu sempre improntato a una visione inclusiva e dialogica, capace di unire memoria e speranza, identità e apertura, radici e futuro.
Matilde Cassin Vardi è deceduta a Gerusalemme il 24 maggio 2006.

## Vita privata
È stata sposata con Max Varadi (in ebraico Meir Vardi -  מאיר ורדי), funzionario del Ministero italiano degli affari esteri che ha ricoperto diversi incarichi nell'Organizzazione Sionista in Italia.
Dopo la guerra, si trasferì in Israele con il marito. Morì a Gerusalemme e venne sepolta al cimitero di Nataf.